# ۸-برمودنوزین ۳'،۵'-سیکلیک مونوفسفات
۸-برمودنوزین ۳',۵'-سیکلیک مونوفسفات (به انگلیسی: 8-Bromoadenosine 3',5'-cyclic monophosphate) یک ترکیب شیمیایی با شناسه پاب‌کم ۳۲۰۱۴ است. 